# Robin Juhkental
Robin Juhkental (né le 20 mai 1988) est un chanteur estonien, leader du duo musical estonien Malcolm Lincoln.
Accompagné du quatuor de chanteurs Manpower 4, il a représenté l'Estonie au Concours Eurovision de la chanson 2010 avec la chanson Siren (non-qualifiée pour la finale).
Juhkental a étudié à la Kivimäe põhikool, au Tallinna Nõmme Gümnaasium et à la Tallinna Tehnikakõrgkool.
Il a participé aux émissions télévisées Kaks Takti Ette (2007) et Eesti otsib superstaari (2009).